# Kmart realism

Le Kmart realism (ou K-mart realism ; en français : « réalisme Kmart ») est un mouvement littéraire américain qui est apparu dans les années 1980, sans que l'origine soit claire. Très proche du réalisme sale en ceci qu'il traite de gens ordinaires dans des environnements ordinaires, il se distingue de ce mouvement par l'inclusion de nombreuses marques afin que le lecteur imagine très clairement et directement l'objet évoqué ainsi que pour dénoncer l'obsession des protagonistes pour les marques.

## Origine et définition

### Origine
L'attribution à l'auteur du terme Kmart realism est difficile à déterminer, car le terme n'était pas vraiment utilisé à l'époque où ce mouvement a existé et est au début surtout utilisé de façon ironique : il est apparu vers la fin des années 1980 pour définir la génération de jeunes écrivains de cette décennie, et devient fréquemment utilisé par les critiques littéraires du début des années 1990.
Avant que le terme Kmart soit utilisé de façon générique, d'autres termes reflétant la condition des protagonistes ou cette obsession pour les marques ont été utilisés : Trailer park fiction (en français : « Fiction de terrain de caravaning »), Diet-Pepsi minimalism (en français : « Minimalisme Diet-Pepsi ») ou encore hick chic (en français : « chic plouc »). Selon l'écrivain américain Lee K. Abbott (en), le Kmart realism était une explosion dans la culture, la première incursion dans la vie des « sous-classes » qui ne fait envie à personne, ce pourquoi l'un des noms de ce mouvement était Trailer park fiction.

### Définition
Le Kmart realism est un genre de littérature minimaliste social que l'on trouve surtout dans des nouvelles américaines. Il se caractérise par un style économe et restreint qui traite de personnages de la classe ouvrière qui ont du mal à s'en sortir dans un environnement stérile et pessimiste. Le style est ainsi très proche du réalisme sale ou dirty realism ; les deux sont en effet des sous-ensemble du minimalisme social.
Il s'en distingue cependant en ceci que des marques sont fréquemment mentionnées pour se débarrasser rapidement de descriptions contextuelles — en jouant avec le fait que le lecteur sait ce que représente telle ou telle marque — et mettre en avant le sujet principal : des gens dont la vie est circonscrite dans de petits malls, des terrains de caravaning, des magasins de location avec option d'achat, des salons de tatouage ou de bronzage, des armureries, des fast-foods, etc. Des gens dont la vie est marquée par le manque véritable de racines. Les chaînes de magasins deviennent le symbole d'une vie socio-économique inférieure. Ces nouvelles « représentent et reproduisent la désintégration de la vie publique [et] la colonisation de la vie privée par le capitalisme consumériste. » Edwin J. Kenney considère en 1986 que le Kmart realism est une mode, et qu'au lieu de se moquer des classes populaires et moyennes comme le faisaient les fables médiévales, il les décrit de façon condescendante pour leur fascination pour les objets et a fortiori pour les marques. Il ne s'agit cependant pas de placement de produit (qui consiste à placer une marque dans une œuvre afin de recevoir un financement), mais de la volonté de créer une atmosphère plus réaliste. Des offres de placement sont ainsi rejetées afin de ne pas compromettre la démarche artistique.
D'après John Lye, un professeur à la Brock University au Canada, le réalisme Kmart manque de profondeur et est très superficiel. Les chaînes de magasins qu'évoque ce nom renvoient à quelque chose de grand, de brillantes lumières de néon, à la marchandise avant l'atmosphère, au manque de collaboration, à l'anonymat. Ce réalisme aurait ses sources dans le travail d'Ernest Hemingway : il n'y a pas la moindre émotion ; c'est au lecteur de la fournir. Tout est plat et sourd et ne transmet absolument aucun sentiment, aucun espoir.
Cela s'étend aussi à la culture populaire de masse, comme la musique ou la télévision, assimilés de la même manière que les autres produits à de la consommation de masse sans saveur.

### Contexte
Le Kmart realism permet à ses auteurs d'aborder directement des sujets et des personnages qui ne font envie à personne. Le sujet des classes sociales dérange beaucoup les Américains depuis leur séparation d'avec la monarchie britannique car contraire au rêve américain qui ne veut voir que la réussite. Le réalisme social est effectivement l'opposé de l'extravagance, du glamour.

## Écrivains du mouvement

### Années 1980
Les auteurs les plus représentatifs de ce mouvement sont Bobbie Ann Mason (en) (Shiloh and Other Stories, 1985), Tobias Wolff, Ann Beattie (Secrets and Surprises, 1978), Frederick Barthelme (en) (Chroma. New York, 1987), Mary Robison et surtout Raymond Carver (What We Talk About When We Talk About Love, 1981),.

### Aujourd'hui
Le mouvement et le terme qui lui est associé ont progressivement disparu ou presque. Cependant, le style reste perceptible dans le travail de certains auteurs contemporains tels que Joy Williams, Richard Ford, Eric Bogosian, Tao Lin et Chris Killen, qui conservent certains codes du mouvement des années 1980 comme l'intérêt pour les classes sociales pauvres et moyennes dans une banlieue omniprésente et l'utilisation permanente de marques :
« Trains passed through town four times a day, and Emily would oftentimes bicycle down to see them. There wasn't a station, just a Dairy Queen and a small park practically paved with long red Dairy Queen spoons. »
— Joy Williams, The Quick & the Dead

« Les trains traversent la ville quatre fois par jour, et Emily va souvent les voir à vélo. Il n'y avait pas de gare, juste un Dairy Queen et un petit parking pratiquement pavé de longs et rouges cuillères Dairy Queen. »
— The Quick & the Dead

## Portée et perception du mouvement
Le mouvement est parfois aussi appelé Neo-realism (en français : « Néo-réalisme ») parce que certains critiques voient en lui un l'avant-garde d'une nouvelle ère réaliste de la littérature américaine.
Selon Paul McFedries, un mouvement comme le Kmart realism est nécessaire comme alternative à un monde où l'on est submergé par des informations de guerres, attaques terroristes, de stars éphémères, de téléréalité trop éloignées de la réalité.
Le mouvement est critiqué par plusieurs auteurs qui jugent que Less is less (en français : « ce qui est moindre est moindre »), en référence au style économe en mot. Ses détracteurs sont notamment Tom Wolfe, Madison Smartt Bell et Frederick Busch[réf. souhaitée].
Alors que le minimalisme est particulièrement neutre, le Kmart realism s'éloigne de cette neutralité pour s'associer à la critique du marché de bas de gamme et à sa clientèle. Pourtant, selon Mark McGurl, l'absence de portée politique est un inconvénient, car le sujet porte sur la déception des intellectuels à propos de la culture blanche : le conservatisme de celle-ci, sa volonté de ne pas appeler au changement, plonge les Blancs dans une forme d'ignorance et d'indifférence générale vis-à-vis des classes populaires ou moyennes dans les discours sur leur identité.
Les auteurs américains contemporains tels que Stephen King, qui se définit comme l'« équivalent littéraire du Big Mac-frites », incluent désormais beaucoup de références à des marques. Ce n'est pas toujours dans le même but que ce mouvement minimaliste, mais ce dernier a montré la voie d'une réalité qui se voit à travers les marques présentes dans les supermarchés ou dans les spots publicitaires ; si cette réalité devient prédominante, alors les auteurs l'utilisent abondamment.